# Berta Ferreras
Berta Ferreras Sanz (Mataró, 9 settembre 1997) è una sincronetta spagnola.

## Carriera
Berta Ferreras ha disputato i I Giochi europei che si sono svolti nel 2015 a Baku, in Azerbaigian, vincendo complessivamente tre medaglie d'argento nel singolo, nella gara a squadre e nel libero combinato. Nel singolo è riuscita ad avere la meglio sull'austriaca Anna-Maria Alexandri, relegata al gradino più basso del podio, mentre la russa Anisija Neborako si è rivelata inarrivabile. In seguito, agli Europei di Londra 2016, ha iniziato a gareggiare nel duo misto insieme a Pau Ribes, ottenendo due terzi posti sia nel programma tecnico sia in quello libero, giungendo in entrambi i casi dietro Italia e Russia.
Insieme a Ribes ha partecipato pure ai Mondiali di Budapest 2017, non riuscendo ad andare oltre due quinti posti. Il duo misto ha confermato il terzo posto agli Europei di Glasgow 2018, a cui Ferreras ha aggiunto un'altra medaglia di bronzo prendendo parte al libero combinato.

## Palmarès
- Mondiali

Gwangju 2019: bronzo nell'highlight.
- Europei

Londra 2016: bronzo nel duo misto (programma tecnico e libero) e nella gara a squadre (programma libero).
Glasgow 2018: bronzo nel duo misto (programma tecnico e libero) e nel libero combinato.
- Giochi europei

Baku 2015: argento nel singolo, nella gara a squadre e nel libero combinato.
Cracovia 2023: oro nella gara a squadre programma tecnico
- Europei giovanili

Poznań 2013: bronzo nella gara a squadre e nel libero combinato.

### Coppa del Mondo
- 1 podio:
  - 1 terzo posto (1 nella gara a squadre)